# Searchlight Pictures
Searchlight Pictures (anteriormente conocido como Fox Searchlight Pictures) es un estudio de cine estadounidense establecido en 1994, propiedad de Walt Disney Studios y una división de The Walt Disney Company tras la adquisición a Fox. Se especializa en películas independientes y británicas, además de comedia dramática y horror, también se especializan en producir películas destinadas solo para adultos, así como películas que no sean del idioma inglés, y está diversamente involucrado con la producción y/o distribución de estas películas.
A mediados de 1980, antes de la creación de Searchlight, Fox publicó anteriormente películas independientes bajo el nombre de 20th Century-Fox International Classics. Los estrenos más destacados de esta compañía son Bill Cosby: Himself; Reuben, Reuben, y Ziggy Stardust and the Spiders from Mars.
En 2006, una sub-rama, Fox Atomic, fue creado para la producción y/o distribución de películas. Su primer lanzamiento fue Turistas. Fox Atomic cerró en 2009.
Slumdog Millionaire de Fox Searchlight Pictures ganó el Óscar a la mejor película en la 81.ª edición de los Óscar, así como otros 7 premios de la Academia. Otras películas de Searchlight Pictures que recibieron nominaciones como mejor película incluyen The Full Monty, Entre copas, Little Miss Sunshine y Juno.
Gracias al portal de la revista Variety, se anunció oficialmente que la compañía productora cambiaría sustancialmente de nombre y que a partir de marzo de 2020 pasaría a llamarse Searchlight Pictures, junto a su productora hermana 20th Century Studios (anteriormente conocido como 20th Century Fox) por razones relacionadas al derecho legal de la marca que aún le pertenecen a sus antiguos dueños.

## Lista de lanzamientos

Logo principal para Fox Searchlight Pictures, usado desde 1997 al 2020.

### 1990s
| Título                      | Fecha de estreno         |
| --------------------------- | ------------------------ |
| The Brothers McMullen       | 9 de agosto de 1995      |
| Girl 6                      | 22 de marzo de 1996      |
| Belleza robada              | 14 de junio de 1996      |
| Ella es Única               | 23 de agosto de 1996     |
| Looking for Richard         | 11 de octubre de 1996    |
| The Secret Agent            | 8 de noviembre de 1996   |
| Blood and Wine              | 21 de febrero de 1997    |
| Smilla's Sense of Snow      | 28 de febrero de 1997    |
| Love and Other Catastrophes | 28 de marzo de 1997      |
| Paradise Road               | 11 de abril de 1997      |
| The Van                     | 16 de mayo de 1997       |
| Intimate Relations          | 6 de junio de 1997       |
| Star Maps                   | 23 de julio de 1997      |
| The Full Monty              | 13 de agosto de 1997     |
| La tormenta de hielo        | 31 de octubre de 1997    |
| Oscar and Lucinda           | 31 de diciembre de 1997  |
| Un chico para dos           | 24 de abril de 1998      |
| Shooting Fish               | 1 de mayo de 1998        |
| Slums of Beverly Hills      | 21 de mayo de 1998       |
| Cousin Bette                | 12 de junio de 1998      |
| Polish Wedding              | 17 de julio de 1998      |
| The Impostors               | 2 de octubre de 1998     |
| Waking Ned                  | 20 de noviembre de 1998  |
| 20 Dates                    | 26 de febrero de 1999    |
| Among Giants                | 26 de marzo de 1999      |
| A Midsummer Night's Dream   | 26 de marzo de 1999      |
| Best Laid Plans             | 10 de septiembre de 1999 |
| Whiteboyz                   | 10 de septiembre de 1999 |
| Los muchachos no lloran     | 8 de octubre de 1999     |
| Dreaming of Joseph Lees     | 29 de octubre de 1999    |
| Titus                       | 26 de diciembre de 1999  |

### 2000s
| Título                                  | Fecha de estreno         |
| --------------------------------------- | ------------------------ |
| The Closer You Get                      | 25 de febrero de 2000    |
| Soft Fruit                              | 17 de marzo de 2000      |
| Chinese Coffee                          | 2 de septiembre de 2000  |
| Las Mujeres arriba                      | 22 de septiembre de 2000 |
| Bootmen                                 | 6 de octubre de 2000     |
| Quills                                  | 22 de noviembre de 2000  |
| Kingdom Come                            | 11 de abril de 2001      |
| Sexy Beast                              | 13 de junio de 2001      |
| The Deep End                            | 8 de agosto de 2001      |
| Despertando a la vida                   | 19 de octubre de 2001    |
| Super Troopers                          | 15 de febrero de 2002    |
| Kissing Jessica Stein                   | 13 de marzo de 2002      |
| The Good Girl                           | 7 de agosto de 2002      |
| Retratos de una obsesión                | 21 de agosto de 2002     |
| Brown Sugar                             | 11 de octubre de 2002    |
| Antwone Fisher: el triunfo del espíritu | 19 de diciembre de 2002  |
| Bend It Like Beckham                    | 12 de marzo de 2003      |
| L'Auberge espagnole                     | 21 de marzo de 2003      |
| The Good Thief                          | 2 de abril de 2003       |
| The Dancer Upstairs                     | 2 de mayo de 2003        |
| 28 Days Later                           | 27 de junio de 2003      |
| Garage Days                             | 18 de julio de 2003      |
| Lucia, Lucia                            | 25 de julio de 2003      |
| Le Divorce                              | 8 de agosto de 2003      |
| Thirteen                                | 21 de agosto de 2003     |
| En América                              | 26 de noviembre de 2003  |
| Soñadores                               | 6 de febrero de 2004     |
| Club Dread                              | 27 de febrero de 2004    |
| Never Die Alone                         | 26 de marzo de 2004      |
| Johnson Family Vacation                 | 7 de abril de 2004       |
| Napoleon Dynamite                       | 11 de junio de 2004      |
| The Clearing                            | 2 de julio de 2004       |
| Garden State                            | 28 de julio de 2004      |
| Extrañas coincidencias                  | 1 de octubre de 2004     |
| Entre copas                             | 22 de octubre de 2004    |
| Kinsey                                  | 12 de noviembre de 2004  |
| Millones                                | 11 de marzo de 2005      |
| Melinda y Melinda                       | 18 de marzo de 2005      |
| Separate Lies                           | 16 de septiembre de 2005 |
| Roll Bounce                             | 23 de septiembre de 2005 |
| Palabras mágicas                        | 11 de noviembre de 2005  |
| The Ringer                              | 23 de diciembre de 2005  |
| Imagine Me & You                        | 27 de enero de 2006      |
| Guardianes de la noche                  | 17 de febrero de 2006    |
| The Hills Have Eyes                     | 10 de marzo de 2006      |
| Gracias por fumar                       | 17 de marzo de 2006      |
| Phat Girlz                              | 7 de abril de 2006       |
| Agua                                    | 28 de abril de 2006      |
| Little Miss Sunshine                    | 26 de julio de 2006      |
| Trust the Man                           | 18 de agosto de 2006     |
| Confetti                                | 15 de septiembre de 2006 |
| El último rey de Escocia                | 27 de septiembre de 2006 |
| Fast Food Nation                        | 17 de noviembre de 2006  |
| The History Boys                        | 21 de noviembre de 2006  |
| Happy Feet                              | 17 de noviembre de 2006  |
| Notes on a Scandal                      | 25 de diciembre de 2006  |
| El buen nombre                          | 9 de marzo de 2007       |
| I Think I Love My Wife                  | 16 de marzo de 2007      |
| 28 Weeks Later                          | 11 de mayo de 2007       |
| Once                                    | 16 de mayo de 2007       |
| Waitress                                | 25 de mayo de 2007       |
| Guardianes del Día                      | 1 de junio de 2007       |
| Joshua                                  | 6 de julio de 2007       |
| Sunshine                                | 27 de julio de 2007      |
| Viaje a Darjeeling                      | 26 de octubre de 2007    |
| Hotel Chevalier                         | 26 de octubre de 2007    |
| La familia Savage                       | 28 de noviembre de 2007  |
| Juno                                    | 5 de diciembre de 2007   |
| La Misma Luna                           | 19 de marzo de 2008      |
| Young@Heart                             | 9 de abril de 2008       |
| Street Kings                            | 11 de abril de 2008      |
| The Onion Movie                         | 3 de junio de 2008       |
| Choke                                   | 26 de septiembre de 2008 |
| The Secret Life of Bees                 | 17 de octubre de 2008    |
| Slumdog Millionaire                     | 12 de noviembre de 2008  |
| El luchador                             | 17 de diciembre de 2008  |
| Notorious                               | 16 de enero de 2009      |
| Miss March                              | 13 de marzo de 2009      |
| My Life in Ruins                        | 5 de junio de 2009       |
| (500) Days of Summer                    | 17 de julio de 2009      |
| Adam                                    | 29 de julio de 2009      |
| Post Grad (distribución)                | 21 de agosto de 2009     |
| Whip It                                 | 2 de octubre de 2009     |
| Amelia                                  | 23 de octubre de 2009    |
| Gentlemen Broncos                       | 30 de octubre de 2009    |
| Fantastic Mr. Fox (distribución)        | 25 de noviembre de 2009  |
| Crazy Heart                             | 16 de diciembre de 2009  |

### 2010s
| Título                                                 | Fecha de estreno         |
| ------------------------------------------------------ | ------------------------ |
| Mi nombre es Khan                                      | 12 de febrero de 2010    |
| Our Family Wedding                                     | 12 de marzo de 2010      |
| Just Wright                                            | 14 de mayo de 2010       |
| Cyrus                                                  | 18 de junio de 2010      |
| Never Let Me Go                                        | 15 de septiembre de 2010 |
| Conviction                                             | 15 de octubre de 2010    |
| 127 horas                                              | 5 de noviembre de 2010   |
| Black Swan                                             | 3 de diciembre de 2010   |
| El árbol de la vida (distribución para Estados Unidos) | 27 de mayo de 2011       |
| Cedar Rapids                                           | 2011                     |
| Los descendientes                                      | 2011                     |
| Margaret                                               | 2011                     |
| Snow Flower and the Secret Fan                         | 2011                     |
| Win Win                                                | 2011                     |
| Another Earth                                          | 2011                     |
| Shame                                                  | 4 de diciembre de 2011   |
| The Sessions                                           | 7 de marzo               |
| Sound of My Voice                                      | Abril de 2012            |
| El exótico hotel Marigold                              | Mayo de 2012             |
| Lola versus                                            | 8 de junio               |
| Bestias del sur salvaje                                | Junio de 2012            |
| Ruby Sparks                                            | Julio de 2012            |
| Hitchcock                                              | Noviembre de 2012        |
| Stoker                                                 | Marzo de 2013            |
| En Trance                                              | 27 de marzo de 2013      |
| The East                                               | Mayo de 2013             |
| The Way Way Back                                       | Agosto de 2013           |
| 12 Years a Slave (distribución para Estados Unidos)    | Octubre de 2013          |
| Birdman                                                | Octubre de 2014          |
| The Drop                                               | 12 de Septiembre         |
| El Gran Hotel Budapest                                 | 2014                     |
| Alma salvaje                                           | diciembre de 2014        |
| True Story                                             | 23 de enero de 2015      |
| El nuevo exótico Hotel Marigold                        | 26 de febrero de 2015    |
| Far from the Madding Crowd                             | 1 de mayo de 2015        |
| Yo, él y Raquel                                        | 12 de junio de 2015      |
| Mistress America                                       | 19 de noviembre de 2015  |
| Brooklyn                                               | 6 de noviembre de 2015   |
| Demolition                                             | 2015                     |
| Absolutely Fabulous: The Movie                         | 1 de julio de 2016       |
| The Birth of a Nation                                  | 2016                     |
| Jackie                                                 | 7 de septiembre de 2016  |
| Table 19                                               | 3 de marzo de 2017       |
| Un reino unido                                         | 30 de marzo de 2017      |
| Wilson                                                 | 24 de marzo de 2017      |
| My Cousin Rachel                                       | 12 de junio de 2017      |
| Patti Cakes                                            | 18 de agosto de 2017     |
| Battle of the Sexes                                    | 2 de septiembre de 2017  |
| Three Billboards Outside Ebbing, Missouri              | 10 de noviembre de 2017  |
| La forma del agua                                      | 1 de diciembre de 2017   |
| Isla de perros                                         | 23 de marzo de 2018      |
| Super Troopers 2                                       | 20 de abril de 2018      |
| The Old Man & the Gun                                  | 28 de septiembre de 2018 |
| Can You Ever Forgive Me?                               | 19 de octubre de 2018    |
| The Aftermath                                          | 26 de abril de 2019      |
| Ready or Not                                           | 23 de agosto de 2019     |
| Jojo Rabbit                                            | 18 de octubre de 2019    |
| A Hidden Life                                          | 13 de diciembre de 2019  |

### 2020s
| Título                                                                     | Fecha de estreno         |
| -------------------------------------------------------------------------- | ------------------------ |
| Downhill                                                                   | 14 de febrero de 2020    |
| Wendy                                                                      | 26 de enero de 2020      |
| The Personal History of David Copperfield (distribución en Estados Unidos) | 28 de febrero de 2020    |
| Nomadland                                                                  | 11 de septiembre de 2020 |
| Summer of Soul                                                             | 25 de junio de 2021      |
| The Night House                                                            | 20 de agosto de 2021     |
| The French Dispatch                                                        | 22 de octubre de 2021    |
| Fresh                                                                      | 20 de enero de 2022      |
| Not Okay                                                                   | 29 de julio de 2022      |
| Flamin' Hot: El sabor que cambió la historia                               | 9 de junio de 2023       |
| Next Goal Wins                                                             | 17 de noviembre de 2023  |
| Poor Things                                                                | 8 de diciembre de 2023   |
| All of Us Strangers                                                        | 22 de diciembre de 2023  |
| Kinds of Kindness                                                          | 8 de agosto de 2024      |